# Edgardo Suárez
Edgardo Suárez (Mendoza, Argentina 1932 – Buenos Aires, Argentina 17 de mayo de 1992) fue un actor de cine y locutor de radio. Es conocido por haber sido el locutor del acto partidario del 20 de junio de 1973 realizado con motivo del retorno al país de Juan Domingo Perón, acompañado por una comitiva entre la que estaba el presidente Héctor José Cámpora, que desembocó en el enfrentamiento armado llamado la Masacre de Ezeiza y que desde el palco de los organizadores alternaba los llamados a la tranquilidad con el conductor del acto Leonardo Favio.

## Filmografía
Actor
- DNI (La otra historia) (1989) (narrador)
- La ciudad oculta (1989) actúa de Uña
- Secretos en el Monte Olvidado, permanece inédita (1986) (voz en off)
- El sol en botellitas permanece inédita (1985)
- Atrapadas (1984) actúa de El Negro
- Los tigres de la memoria (1984)
- Los insomnes (1984)
- La guerra del cerdo (1975) actúa de Antonio Bobliolo
- El Pibe Cabeza (1975) actúa de Nene Martínez
- Natasha (1974)
- Juan Moreira (1973) actúa de Segundo, el compadre
- Paño verde (1973) actúa de Galíndez
- Tiro de gracia (1969)
- El dependiente (1969) (voz en off)
- The Players vs. Ángeles caídos (1969)
- La hora de los hornos (1968) actúa de Narrador
- Éste es el romance del Aniceto y la Francisca, de cómo quedó trunco, comenzó la tristeza y unas pocas cosas más... (1966) actúa de Renato

Actor de cortos publicitarios
- Vinos Cavic TV y gráfica (1974), junto a Leonardo Favio

Relator
- Una mujer, un pueblo (1974) actúa de sí mismo

Locución
- Rios de hielo (cortometraje) (1972)
- ¿Ni vencedores ni vencidos? (1972)
- DNI: La otra historia (1989)

Radio
- Música Brava (Radio Belgrano, 1970)
- Definitivamente (Radio El Mundo, 1973)
- Barrilete junto a Mario Mactas, Alejandro Dolina y Carlos Ulanovsky (Radio Argentina, 1974)
- Musicolores Victoria (Radio Continental, 1975)
- Cosak te cuenta la música (Radio El Mundo)

Teatro
- Poemas de amor con música junto a Los Huanca Hua (Teatro Estrellas, 1976)

Animador
- Bailes de Carnaval en el Club Comunicaciones (1971)